# Голенищівська сільська рада (Летичівський район)
Голени́щівська сільська́ ра́да — адміністративно-територіальна одиниця та орган місцевого самоврядування в Летичівському районі Хмельницької області. Адміністративний центр — село Голенищеве.

## Загальні відомості
Голенищівська сільська рада утворена в 1985 році.
- Територія ради: 76,45 км²
- Населення ради: 1 585 осіб (станом на 2001 рік)

## Населені пункти
Сільській раді були підпорядковані населені пункти:
- с. Голенищеве
- с. Буцні
- с. Майдан
- с. Майдан-Голенищівський
- с. Нова Гута
- с. Прилужне

## Склад ради
Рада складалася з 16 депутатів та голови.
- Голова ради: Адамський Сергій Миколайович
- Секретар ради: Перестяк Тетяна Петрівна

### Керівний склад попередніх скликань
| Прізвище, ім'я, по батькові  | Основні відомості                                                                                  | Дата обрання | Дата звільнення |
| ---------------------------- | -------------------------------------------------------------------------------------------------- | ------------ | --------------- |
| Адамський Сергій Миколайович | Сільський голова, 1969 року народження, освіта вища, член Всеукраїнського об'єднання «Батьківщина» | 26.03.2006   | 31.10.2010      |
| Адамський Сергій Миколайович | Сільський голова, 1969 року народження, освіта вища, член Всеукраїнського об'єднання «Батьківщина» | 31.10.2010   |                 |

Примітка: таблиця складена за даними сайту Верховної Ради України

### Депутати
За результатами місцевих виборів 2010 року депутатами ради стали:

#### За суб'єктами висування
| Суб'єкт висування | Кількість обраних депутатів | %    |
| ----------------- | --------------------------- | ---- |
| Самовисування     | 11                          | 68,8 |
| Партія регіонів   | 4                           | 25   |
| Народна партія    | 1                           | 6,3  |

#### За округами
| № округу        | Прізвище, ім'я, по батькові  | Дата визнання обраним | Освіта  | Партійна приналежність                        | Відомості про обраного депутата                      |
| --------------- | ---------------------------- | --------------------- | ------- | --------------------------------------------- | ---------------------------------------------------- |
| Народна Партія  |                              |                       |         |                                               |                                                      |
| 4               | Федчишина Галина Павлівна    | 01.11.2010            | вища    | позапартійна                                  | Летичівський маслозавод, приймальник молока          |
| Партія регіонів |                              |                       |         |                                               |                                                      |
| 3               | Семенець Василь Степанович   | 01.11.2010            | середня | позапартійний                                 | Летичівський Держлісгосп, лісник                     |
| 9               | Леськов Василь Миколайович   | 01.11.2010            | вища    | член Партії регіонів                          | тимчасово не працює                                  |
| 10              | Бартко Леонід Олександрович  | 01.11.2010            | середня | член Партії регіонів                          | тимчасово не працює                                  |
| 14              | Герба Віктор Петрович        | 01.11.2010            | середня | член Партії регіонів                          | тимчасово не працює                                  |
| Самовисування   |                              |                       |         |                                               |                                                      |
| 1               | Федорець Олена Вікторівна    | 01.11.2010            | середня | член Всеукраїнського об'єднання «Батьківщина» | фельдшерсько-акушерський пункт с. Буцни, санітарка   |
| 2               | Куніцький Володимир Львович  | 01.11.2010            | середня | член Всеукраїнського об'єднання «Батьківщина» | Летичівський ТЦОН, соціальний працівник              |
| 5               | Гладун Володимир Іванович    | 01.11.2010            | вища    | член Всеукраїнського об'єднання «Батьківщина» | ТОВ «Летичів-Агро», вагар                            |
| 6               | Верміяш Руслан Володимирович | 01.11.2010            | вища    | член Всеукраїнського об'єднання «Батьківщина» | тимчасово не працює                                  |
| 7               | Перестяк Тетяна Петрівна     | 01.11.2010            | середня | член Всеукраїнського об'єднання «Батьківщина» | Голенищівська сільська рада, секретар                |
| 8               | Бартко Наталія Василівна     | 01.11.2010            | вища    | член Всеукраїнського об'єднання «Батьківщина» | приватний підприємець                                |
| 11              | Присяжнюк Сергій Іванович    | 01.11.2010            | вища    | позапартійний                                 | Держлісгосп, лісоруб                                 |
| 12              | Майданюк Ніна Григорівна     | 01.11.2010            | вища    | член Всеукраїнського об'єднання «Батьківщина» | с. М-Голенищівський, бібліотекар                     |
| 13              | Майданюк Світлана Іванівна   | 01.11.2010            | вища    | член Всеукраїнського об'єднання «Батьківщина» | с. М-Голенищівський, завідувачка клубу               |
| 15              | Боднарук Лідія Іванівна      | 01.11.2010            | вища    | позапартійна                                  | фельдшерсько-акушерський пункт с. Прилужне, фельдшер |
| 16              | Сидорчук Євгенія Іванівна    | 01.11.2010            | середня | позапартійна                                  | Летичівський ТЦОН, соціальний працівник              |